# Club Baloncesto Rosalía de Castro
El Club Baloncesto Rosalía de Castro, en la actualidad Fundación Educación e Deporte de Santiago - FEDESA, entidad que ofrece diferentes actividades para promover el deporte. Su principal actividad es el baloncesto en el que cuenta con equipos en todas las categorías y equipos sénior, tanto masculinos como femeninos. Con sede en la ciudad de Santiago de Compostela (La Coruña) España, juega sus partidos como local en el pabellón del Instituto Rosalía de Castro. El equipo masculino compite en Tercera FEB y su equipo femenino en Primera Nacional Femenina.

## Denominaciones
| Equipo Masculino - Ulla Oil Rosalía: 1998-2000 - Rosalía de Castro: 2000-2001 - Ulla Oil Rosalía: 2001-2003 - Rosalía Peixe Galego: 2003-2004 - Rosalía de Castro: 2004-2005 - Ulla Oil Noyastar Rosalía: 2005-2006 - Beirasar Rosalía: 2006-2011 - Instituto Rosalía de Castro: 2011-2020 - Institutos de Compostela - Xunta de Galicia: 2021-2024 - Ulla Oil Rosalía: 2024- |  | Equipo Femenino - C. Pio XII FEDESA: 2014-2015 - C. Pio XII Rosalía: 2015-2016 - Instituto Rosalía Pio XII: 2016-2017 - Instituto Rosalía de Castro: 2017-2019 - Ulla Oil Rosalía: 2019-2021 - Institutos de Compostela - Xunta de Galicia: 2021- |

## Trayectoria

### Equipo masculino
| Temporada | Nivel | División     | Pos. | Postemporada                    | TR    | PO  | Copa       | Copa |
| --------- | ----- | ------------ | ---- | ------------------------------- | ----- | --- | ---------- | ---- |
| 1998-99   | 3     | Liga EBA     | 8.º  | Ascenso                         | 15-13 | –   | –          | –    |
| 1999-00   | 2     | LEB          | 16.º | –                               | 7-23  | –   | –          | –    |
| 2000-01   | 2     | LEB          | 13.º | PO permanencia (13.º)           | 10-20 | 3-2 | –          | –    |
| 2001-02   | 2     | LEB          | 13.º | PO permanencia (13.º)           | 10-20 | 3-0 | –          | –    |
| 2002-03   | 2     | LEB          | 16.º | PO permanencia (16.º)/ Descenso | 6-24  | 1-3 | –          | –    |
| 2003-04   | 3     | LEB 2        | 5.º  | Semifinal (4.º)                 | 16-10 | 5-4 | Copa LEB 2 | SC   |
| 2004-05   | 3     | LEB 2        | 15.º | PO permanencia (14.º)           | 7-23  | 3-2 | –          | –    |
| 2005-06   | 3     | LEB 2        | 9.º  | –                               | 14-16 | –   | –          | –    |
| 2006-07   | 3     | LEB 2        | 2.º  | Final (1.º)/ Ascenso            | 22-12 | 7-0 | Copa LEB 2 | SF   |
| 2007-08   | 2     | LEB Oro      | 8.º  | Cuartos final (8.º)             | 17-17 | 0-2 | –          | –    |
| 2008-09   | 2     | LEB Oro      | 18.º | Descenso                        | 8-26  | –   | –          | –    |
| 2009-10   | 3     | LEB Plata    | 15.º | Descenso                        | 14-14 | –   | –          | –    |
| 2010-11   | 4     | Liga EBA     | 11.º | PO descenso (21.º)              | 0-20  | 2-0 | –          | –    |
| 2011-12   | 4     | Liga EBA     | 11.º | PO descenso (21.º)/ Descenso    | 2-18  | 2-0 | –          | –    |
| 2012-13   | 5     | 1.ª División | 1.º  | Ascenso                         | 22-2  | –   | –          | –    |
| 2013-14   | 4     | Liga EBA     | 11.º | –                               | 5-17  | –   | –          | –    |
| 2014-15   | 4     | Liga EBA     | 11.º | –                               | 8-18  | –   | –          | –    |
| 2015-16   | 4     | Liga EBA     | 10.º | –                               | 6-16  | –   | –          | –    |
| 2016-17   | 4     | Liga EBA     | 8.º  | –                               | 13-13 | –   | –          | –    |
| 2017-18   | 4     | Liga EBA     | 12.º | [ 3 ]                           | 11-19 | –   | –          | –    |
| 2018-19   | 4     | Liga EBA     | 13.º | Descenso                        | 5-21  | –   | –          | –    |
| 2019-20   | 5     | 1.ª División | 2.º  | –                               | 11-3  | –   | –          | –    |
| 2020-21   | –     | –            | –    | –                               | –     | –   | –          | –    |
| 2021-22   | 6     | 2.ª División | –    | –                               | –     | –   | –          | –    |
| 2022-23   | 6     | 2.ª División | 1.º  | Ascenso                         | –     | –   | –          | –    |
| 2023-24   | 5     | 1.ª División | 5.º  | –                               | –     | –   | –          | –    |
| 2024-25   | 5     | 1.ª División | 3.º  | Final A4 (1.º)/ Ascenso         | 18-6  | 2-0 | –          | –    |
| 2025-26   | 4     | Tercera FEB  |      |                                 |       |     | –          | –    |

### Equipo femenino
| Temporada | Nivel | División         | Pos. | Postemporada   | LR    | PO  |
| --------- | ----- | ---------------- | ---- | -------------- | ----- | --- |
| 2014-15   | 4     | 1.ª Autonómica   | 3.º  | –              | 11-5  | –   |
| 2015-16   | 4     | 1.ª Autonómica   | 6.º  | Ascenso        | 8-10  | –   |
| 2016-17   | 3     | 1.ª División Fem | 6.º  | –              | 8-12  | –   |
| 2017-18   | 3     | 1.ª División Fem | 7.º  | –              | 10-16 | –   |
| 2018-19   | 3     | 1.ª División Fem | 4.º  | –              | 15-7  | –   |
| 2019-20   | 3     | 1.ª División Fem | 1.º  | Ascenso        | 16-2  | –   |
| 2020-21   | 3     | Liga Femenina 2  | 13.º | –              | 6-20  | –   |
| 2021-22   | 3     | Liga Femenina 2  | 12.º | Descenso       | 8-18  | –   |
| 2022-23   | 4     | 1.ª División Fem | 5.º  | Octavos final  | 16-8  | 0-2 |
| 2023-24   | 4     | 1.ª División Fem | 3.º  | –              | 20-6  | –   |
| 2024-25   | 4     | 1.ª División Fem | 4.º  | Fase final 4.º | 19-9  | 0-3 |
| 2025-26   | 4     | 1.ª División Fem |      |                |       |     |

## Palmarés
Los títulos que posee el equipo son:

### Títulos nacionales
- 1 Copa LEB Plata: 2004 Subcampeón
- 1 LEB Plata Campeón 2007

### Títulos regionales
- 1 1.ª División Galicia Campeón 2025
- 2 Copa Galicia Subcampeón: 2007 y 2008